# Shelley Hack
Shelley Hack, född 6 juli 1947 i Greenwich, Connecticut, USA, är en amerikansk skådespelerska. Mest känd i rollen som Tiffany Welles i Charlies änglar. Hon är även med i filmen King of Comedy.